# Scheidgen
Scheidgen (Luxemburgs: Scheedgen) is een plaats in de gemeente Consdorf en het kanton Echternach in Luxemburg.
Scheidgen telt 446 inwoners (2001).